# Akustička impedancija
Akustička impedancija (Z) omjer je zvučnog tlaka (p) i brzine čestica (v) u mediju ili akustičkom elementu u kojem se rasprostire zvučni val. Ovisno o tome razlikujemo karakterističnu akustičku impedanciju medija (Z0) od impedancije akustičkog elementa u kojem se taj medij nalazi.
Karakteristična impedancija se određuje za medij u uvjetima slobodnog raspostiranja vala, tj. kada nema reflektiranih valova. Ovisna je o materijalu i može se odrediti iz umnoška njegove gustoće (ρ) i brzine zvuka (c), tj. brzine kojom se zvučni val u tom materijalu širi:
{\displaystyle Z_{0}=\rho \cdot c}
U seizmici je akustički medij stijena pa je akustička impedancija otpor koji stijene unutar podzemlja pružaju širenju seizmičkih valova. Jednaka je umnošku brzine širenja seizmičkih valova i gustoće stijene kroz koju se seizmički val širi.